# センティア (たばこ)
センティア（SENTIA）は、フィリップ・モリス製の加熱式たばこであるIQOS ILUMA用のヒートスティックのこと。

## 概要
2022年7月12日、「アイコス イルマ」と「アイコス イルマ プライム」用のヒートスティックとして発売が開始された。テリアのヒートスティックと同様、加熱ブレードを廃した代わりに、専用タバコスティックの内部に金属片を仕込むことで、中心加熱式を維持しながらメンテナンスフリーを実現している。センティアの銘柄は当初は旧型IQOSの「ヒーツ」からの移行銘柄であったが、2022年10月25日に発売されたフレーバー系強冷メンソール「センティア・アイシー・パープル」はセンティア初の完全新作となっている。

## スマートコア・インダクション・システム
スマートコア・インダクション・システムとは、「SENTIA」、「TEREA」が採用しているヒートスティックの加熱技術のこと。アイコス3DUOまでのIQOSシリーズで使われていたヒートスティックである「マールボロ・ヒートスティック」、「ヒーツ」で必要であった本体の加熱ブレードがなくなりブレードレスとなり、ヒートスティックに金属片（誘導体）が組み込まれている。本体の磁気モジュールとヒートスティックの金属製の誘熱体により電磁誘導で過熱を行う。ヒートスティックの両サイドにフィルターがついているため、タバコの葉が本体にこぼれずメインテナンスフリーとなっている。2025年3月にセンティア初のフレーバー系レギュラーである「センティア・スムース・バイオレット」が発売されたことにより、フレーバーは、「レギュラー」、「メンソール」、「フレーバー系メンソール」、「フレーバー系レギュラー」の4カテゴリーで展開されている。

## 歴史
- 2022年
  - 4月4日、「「ディープ・ブロンズ」「クリア・シルバー」、メンソールの「アイシー・ブラック」「フロスト・グリーン」「フレッシュ・エメラルド」、フレーバ系メンソールの「フレッシュ・パープル」の6銘柄を29道府県（北海道・東北・関西・中国・四国・九州）で限定販売開始[9]。
  - 7月12日、IQOS公式オンラインストアで6銘柄発売開始[1]。
  - 7月15日、6銘柄全国販売開始[1]。
  - 10月25日 - 6種類の銘柄追加、全12種類のラインナップとなる[10]。「センティア・バランスド・イエロー」、「センティア・ピュア・ティーク」、「センティア・クール・ジェイド」、「センティア・シトラス・グリーン」、「センティア・トロピカル・イエロー」の5種類は、「IQOS 3」シリーズ専用たばこ「ヒーツ」でもラインナップされていた銘柄で、「センティア・アイシー・パープル」はセンティアで初めて発売する銘柄となる[3][10]。
- 2023年
  - 3月6日、「センティア・スムース・ゴールド」発売され、全13銘柄になった[11]。
- 2024年
  - 1月11日、「センティア・バランスド・ゴールド」追加[12][13]。「うまみに潜む、香ばしさ。」というコンセプトのレギュラータイプでヒートスティックは全14銘柄になった[12][13]。
  - 7月31日、「センティア・ジューシー レッド」追加[14]。「ほのかな酸味と甘さ」のフレーバー系メンソールでヒートスティックは全15銘柄になった[14]。
  - 12月12日、「センティア・フレッシュコーラル」追加[15]。「深いメンソールの冷感と赤い果実のフローラルな香り」のフレーバー系メンソールでヒートスティックは全16銘柄になった[15]。
- 2025年
  - 3月3日、「センティア・スムース・バイオレット」追加[8][16]。「ダークベリーの香り」が特徴のセンティアでは初のフレーバー系レギュラー[16]。ヒートスティックは全17銘柄になった[8][16]。